# Frémontiers
Frémontiers é uma comuna francesa na região administrativa de Altos da França, no departamento de Somme. Estende-se por uma área de 12,89 km². Em 2010 a comuna tinha 157 habitantes (densidade: 12,2 hab./km²).